# Jean-Baptiste Rougier de La Bergerie
Pour les articles homonymes, voir Rougier.
Jean-Baptiste Rougier, baron de la Bergerie est un agronome et homme politique français, né le 4 septembre 1757 à Bonneuil (Comté de la Marche) dans le manoir dit La Fortilesse, et mort le 13 septembre 1836 à Paris.

## Biographie
La famille de la Bergerie, ou de Labergerie, est aisée, elle vient d’accéder à la noblesse quand Jean-Baptiste naît à La Fortilesse, le seul grand manoir dans la petite commune de Bonneuil, aujourd’hui en Indre. Lui-même prend sur son capital avant la Révolution pour obtenir le titre de seigneur de Bléneau. Cependant, il fait valoir par ses propres soins la totalité de ses domaines, du moins en surveille la culture et l’exploitation, faisant marcher de front la théorie et la pratique. En 1789, il accepte les principes de la crise sociale, mais il en fait trop aux yeux des partisans de l’ordre ancien ou même aux yeux des constitutionnels modérés. Non seulement il est dès 1789 membre de la commune de Paris, mais encore, envoyé par le département de l’Yonne à l’Assemblée législative, il s’empresse, lorsqu’on agite la question des émigrés, de proposer un décret ayant pour but de déclarer les princes français, en ce moment à l’étranger, déchus de leurs droits à l’hérédité s’ils ne rentrent en France, de mettre en jugement tout fonctionnaire qui sans autorisation déserterait son poste, enfin de retrancher les droits civils à quiconque changerait de domicile.
La même année, à propos des troubles dont le département de la Lozère est le théâtre, il dénonce l’évêque de Mende Jean-Arnaud de Castellane comme le moteur secret de tous les événements en Gévaudan ; et deux mois après, il tonne à la tribune contre les ecclésiastiques insermentés, et demande qu’on exigeât d’eux, sous peine d’incarcération, ce serment si résolument refusé.
Mais ces mesures, qu’il croit indispensables, lui répugnent, et il laisse remplir par d’autres la mission révolutionnaire. Il le dit plus tard, du moins, et on peut en croire quelque chose en voyant combien il montre peu d’empressement à se faire porter sur les listes de candidats à la Convention, et avec combien de bonheur il revient suivre les opérations de ses fermiers, ordonner des améliorations agricoles, faire des expériences. Il voyage pour cela dans toute la France, voit par ses yeux les terres, les produits, les modes de culture, et donne un bon cours d’agronomie comparée.
Dès 1792, sa réputation d’agronome l’a fait envoyer par l’Assemblée législative en mission à Noyon, pour y calmer une émeute causée par la cherté des subsistances. En 1794, il est chargé d’un rapport général sur les étangs de la République. En 1795, le Directoire lui confie de même le soin d’aller, dans le département de la Creuse, constater à combien montent les ravages des orages, de la grêle, et rechercher les moyens de réparer le désastre. Sa présence dans ces campagnes reculées et peu au fait des pratiques nouvelles est doublement heureuse. Outre les allègements que son rapport fait accorder aux victimes de la catastrophe, il fait avec les principaux agriculteurs des conférences dont le résultat est de rendre plusieurs d’entre eux moins antipathiques à l’emploi des bonnes méthodes. En 1797, il entreprend avec l’abbé Tessier la rédaction d’un recueil périodique, les Annales de l’Agriculture françoise, et en 1799 paraît son mémoire sur l’exploitation et l’utilisation possible des lins et chanvres en France.
Quand le gouvernement consulaire prend la place du Directoire, Labergerie sollicite une position administrative, et il est nommé préfet de l’Yonne (1800). Le département s’en trouve bien, surtout sous le rapport agricole : il provoque l’établissement de sociétés, introduit des cultures, donne des encouragements et prêche d’exemple. Il s’identifie complètement à son département et on le regrette lorsque, moins en harmonie que par le passé avec l’esprit du gouvernement impérial, à mesure que le moyen de faire sa cour au maître était de décimer plus largement la population par la conscription et d’enlever plus de bras à l’agriculture, il résigne sa préfecture au bout de 11 ans d’exercice (1811). Il ne demande rien à la Restauration.
Aimant véritablement les champs, il s’accommode de son retour à la vie privée. Riche, il séjourne alternativement à Paris et dans ses terres, et partage son temps entre des travaux théoriques et pratiques. L’Institut le nomme son correspondant pour la classe des sciences, section de l’économie rurale et vétérinaire. Toujours agronome, et regardé comme un des premiers dans cette science, il se fait de plus historien et poète, et sous le premier rapport du moins il mérite une place distinguée.
Il aime et défend aussi la forêt. Député à l'Assemblée législative et membre du comité d'agriculture, il a vainement tenté d'obtenir un décret d'organisation forestière afin de faire cesser les défrichements qui dégradaient les pentes et facilitaient ou provoquaient les dégâts d'inondation, coulées de boue et sécheresses induites par le fait qu'on n'ait pas su retenir l'eau quand elle était là. L'Académicien Antoine César Becquerel dit de lui qu' « il mit sous les yeux des comités les vives réclamations envoyées à l'Assemblée par les administrateurs des départements et les sociétés d'agriculture, et qui étaient relatives au défrichement des bois ainsi qu'aux effets qui en résultent » ; pièces que l'on peut retrouver  dans l'ouvrage « Les Forêts de la France » qu'il a publié en 1817 (pages 73 et suivantes). Il relaye aussi dans ce même ouvrage, les plaintes envoyées par les administrations locales au régime de la Convention, de 1793 à 1794 (pages 96 et suivantes). Précédemment, en 1803 (an XII), sous l'ère consulaire, alors qu'il est préfet de l'Yonne, il publie un Mémoire sur les forêts, adressé aux ministres, aux préfets et aux sociétés savantes
En 1824, il est membre de la Légion d'honneur, de l’Académie des sciences et de Bologne, des Géorgiphiles de Florence, de l’Académie des Arts et Belles-Lettres de Dijon, de Troyes, de l’Athénée de Lyon, des Sociétés d’Arts et d’Agriculture de Rouen, du Doubs, de l’Ain, de Caen, du Gers, d’Autun, de Châlons-sur-Marne, d’Alençon, du Var, de Cambrai, de Montauban ; fondateur du Lycée de l’Yonne ; ancien Membre des Comités d’Agriculture et de Commerce de l’Assemblée législative, et du Conseil d’Agriculture et des Arts du Ministère de l’Intérieur, etc.

## Publications
- Recherches sur les principaux abus qui s’opposent aux progrès de l’agriculture, Paris : Impr. de Monsieur, et chez Buisson, 1788, in-8°, 213 p. Texte en ligne
- Traité d’agriculture pratique ou annuaire des cultivateurs du département de la Creuse et pays circonvoisins, avec des vues générales sur l’économie rurale, les bêtes à laine, les prairies naturelles, les effets physiques des arbres sur les montagnes…, Paris, 1795, in-12, XII-420 p. Texte en ligne
- Observation sur l’institution des sociétés d’agriculture, et sur les moyens d’utiliser leurs travaux, Paris : Mme Huzard, 1800, in-8°, 57 p.
- Mémoires et observations sur les abus des défrichemens et la destruction des bois et forêts, avec un projet d'organisation forestière, Auxerre,  impr. de L. Fournier, an IX (1800), in-4°, 76 p.
- Les forêts de la France (suivi de quelques considérations sur leur aliénation par le Domaine), A. Bertrand,, 1817, 373 p. (lire en ligne)
- Géorgiques françaises, poëme, suivi d’un Traité complet de poésie géorgique, Paris : chez Mme Huzard, 1804, 2 vol. in-8°, 200 et 317 p. ; Paris : Rousselon, 1824, 2 vol. in-8°, XXVIII-382 p. et 441 p.
- Cours d’agriculture pratique ou L’Agronome français par une Société de Savans, d’Agronomes et de Propriétaires fonciers [recueil mensuel], Paris : Audot, 1819-1822, 8 vol. in-8°, 3953 p.
- Revue agronomique, ou Examen de quelques questions qui intéressent l’agriculture, telles que les jachères, les prairies naturelles, la assolements, etc., Paris : Rousselon, janvier-juin 1830, numéros rassemblés dans un in-8° de 208 p.
- On lui doit par ailleurs plusieurs Histoire de l’agriculture (1815, 1829, 1834), des ouvrages sur les étangs (1819), sur les forêts (1804, 1817, 1831). Et il a proposé plusieurs opuscules, articles de dictionnaire, de journal, et mémoires.
- Il participe aux notes à la nouvelle édition du Théâtre d’Agriculture d'Olivier de Serres en 1804-1805 Texte en ligne